# Recopa Sul-Americana de 2024
A Recopa Sul-Americana de 2024, oficialmente CONMEBOL Recopa 2024, foi a 31.ª edição do torneio, que é realizado anualmente pela Confederação Sul-Americana de Futebol (CONMEBOL). O vencedor foi o Fluminense, que se sagrou campeão após vencer a LDU Quito por 2 a 1 no placar agregado.

## Regulamento
A Recopa Sul-Americana é disputada em jogos de ida e volta, sendo que o campeão da Copa Libertadores tem a primazia de realizar o jogo da decisão em casa. Ao final dos 90 minutos regulamentares no jogo da volta, poderia ser necessário mais 30 minutos de prorrogação em caso de igualdade no placar agregado (sendo que a regra do gol fora de casa não é mais aplicada). Persistindo o empate, o título seria decidido em disputa por pênaltis.

## Equipes classificadas
O Fluminense se classificou para a Recopa Sul-Americana ao vencer o Boca Juniors por 2 a 1 na prorrogação da final da Copa Libertadores da América de 2023. A LDU Quito, por sua vez, classificou-se após ser campeã da Copa Sul-Americana de 2023 na final contra o Fortaleza pelo placar de 4 a 3 na disputa por pênaltis.
| Equipe     | Qualificação                                    | Aparições anteriores |
| ---------- | ----------------------------------------------- | -------------------- |
| Fluminense | Campeão da Copa Libertadores da América de 2023 | Estreante            |
| LDU Quito  | Campeão da Copa Sul-Americana de 2023           | 2 (2009 e 2010)      |

## Histórico

Troféu da Recopa de 2024 no Museu Fluminense FC.

Os primeiros confrontos entre Fluminense e a Liga Deportiva Universitaria de Quito ocorreram tanto na fase de grupos como nas partidas da final da Copa Libertadores da América de 2008. Naquele ano, os equatorianos superaram o time tricolor e conquistaram, nos pênaltis, a primeira (e até hoje única) Taça Libertadores de um time do Equador.
No ano seguinte, LDU e Fluminense decidiram a Copa Sul-Americana de 2009 e os equatorianos voltaram a ser campeões no Maracanã.
As equipes voltaram a se enfrentar na Copa Sul-Americana de 2017, nas oitavas de final. Dessa vez, o tricolor carioca conseguiu o resultado que precisava no Estádio Casa Blanca e desclassificou o time equatoriano.
Com a decisão da Recopa Sul-Americana de 2024, o confronto entre Fluminense e LDU completou 10 jogos, tendo decidido as três competições da CONMEBOL vigentes.

## Jogos da final

### Jogo da ida
No jogo de ida, a Liga Deportiva Universitária do Equador foi capaz de impor um ritmo rápido e agressivo desde o começo da partida. O Fluminense, sofrendo com os efeitos dos 2.850 metros de altitude, por muitas vezes não conseguia impedir a aproximação dos jogadores da LDU, os quais chegavam no campo adversário com bastante facilidade. Em um lance de ataque do Flu, Germán Cano recebeu um belo lançamento de Marcelo e ficou de frente para o goleiro Domínguez. Ao tentar driblar o goleiro equatoriano, Cano recebeu não apenas uma carga por trás, mas também um pisão do defensor Leonel Quiñónez. Apesar do VAR ter detectado a entrada imprudente de Quiñónez dentro da área da LDU, o árbitro colombiano Andrés Rojas manteve sua decisão de não marcar o pênalti para o Fluminense, gerando muita indignação por parte dos atletas tricolores. No momento da ação tomada pelo juiz (e também após a partida), comentaristas esportivos do Brasil, tais como o ex-árbitro Paulo César de Oliveira, se julgaram contrários à decisão de Rojas, ressaltando que o Fluminense havia sido prejudicado nesse lance. Com finalizações bem direcionadas e fortes, a Liga de Quito chegou perto de abrir o marcador por diversas vezes ao longo da primeira etapa.
Já no segundo tempo da partida, a LDU buscou manter seu ritmo de jogo a fim de ''sufocar'' o tricolor carioca na altitude. O Fluminense, apesar das dificuldades físicas e da ação do ar rarefeito, conseguia se fechar, mas não conseguia envolver o adversário com o toque de bola característico do estilo de Fernando Diniz. O Fluminense suportou a pressão da LDU até os 47 minutos, quando Lucas Piovi encontrou Alex Arce na pequena área após uma cobrança de falta. Com um toque simples (e estando em posição legal, uma vez que o zagueiro Marlon dava condições para o jogador da LDU), Arce abriu o placar para os albos, que começaram o jogo da volta com a vantagem mínima sobre o Fluminense.
| 22 de fevereiro | LDU Quito     | 1 – 0     | Fluminense | Estádio Rodrigo Paz Delgado, Quito                              |
| 21:30           | A. Arce 90+2' | Relatório |            | Público: 30 712 Renda: US$ 542.733,25 Árbitro: COL Andrés Rojas |

| 0 | LDU Quito | Fluminense | 0 |

| G                | 22 | Alexander Domínguez |       |     |
| LD               | 14 | José Quintero       |       |     |
| Z                | 4  | Ricardo Adé         |       |     |
| Z                | 3  | Richard Mina        |       |     |
| LE               | 33 | Leonel Quiñónez     |       |     |
| V                | 5  | Óscar Zambrano      |       | 70' |
| V                | 18 | Lucas Piovi         | 47'   |     |
| M                | 21 | Sebastián González  |       | 77' |
| M                | 26 | Jhojan Julio        |       |     |
| A                | 8  | Luis Estupiñán      |       | 56' |
| A                | 7  | Jan Hurtado         |       | 70' |
| Reservas:        |    |                     |       |     |
| G                | 1  | Gonzalo Valle       |       |     |
| LD               | 13 | Daykol Romero       |       |     |
| Z                | 24 | Andrés Zanini       |       |     |
| LE               | 29 | Bryan Ramírez       |       |     |
| V                | 25 | Jefferson Valverde  |       | 70' |
| M                | 15 | Gabriel Villamíl    |       |     |
| A                | 9  | Lisandro Alzugaray  |       | 77' |
| A                | 10 | Alexander Alvarado  |       |     |
| A                | 11 | Michael Estrada     |       | 70' |
| A                | 16 | Miguel Parrales     |       |     |
| A                | 19 | Alex Arce           | 90+5' | 56' |
| A                | 35 | Jairón Charcopa     |       |     |
| Técnico:         |    |                     |       |     |
| Adrián Gabbarini |    |                     |       |     |

| G              | 1  | Fábio          |     |     |
| LD             | 23 | Guga           | 74' |     |
| Z              | 29 | Thiago Santos  |     |     |
| Z              | 30 | Felipe Melo    |     | 56' |
| LE             | 12 | Marcelo        |     | 14' |
| V              | 7  | André          |     |     |
| V              | 8  | Martinelli     | 43' |     |
| M              | 10 | P. H. Ganso    |     | 69' |
| M              | 21 | Jhon Arias     |     |     |
| A              | 11 | Keno           |     | 55' |
| A              | 14 | Germán Cano    |     | 69' |
| Reservas:      |    |                |     |     |
| G              | 27 | Felipe Alves   |     |     |
| Z              | 4  | Marlon         |     | 56' |
| Z              | 25 | Antônio Carlos |     |     |
| LE             | 6  | Diogo Barbosa  |     | 14' |
| V              | 5  | Alexsander     |     |     |
| V              | 22 | Gabriel Pires  |     |     |
| M              | 20 | Renato Augusto |     |     |
| M              | 45 | Lima           |     | 69' |
| M              | 80 | David Terans   |     |     |
| A              | 18 | Lelê           |     | 69' |
| A              | 77 | Marquinhos     |     |     |
| A              | 90 | Douglas Costa  |     | 55' |
| Técnico:       |    |                |     |     |
| Fernando Diniz |    |                |     |     |

### Jogo da volta

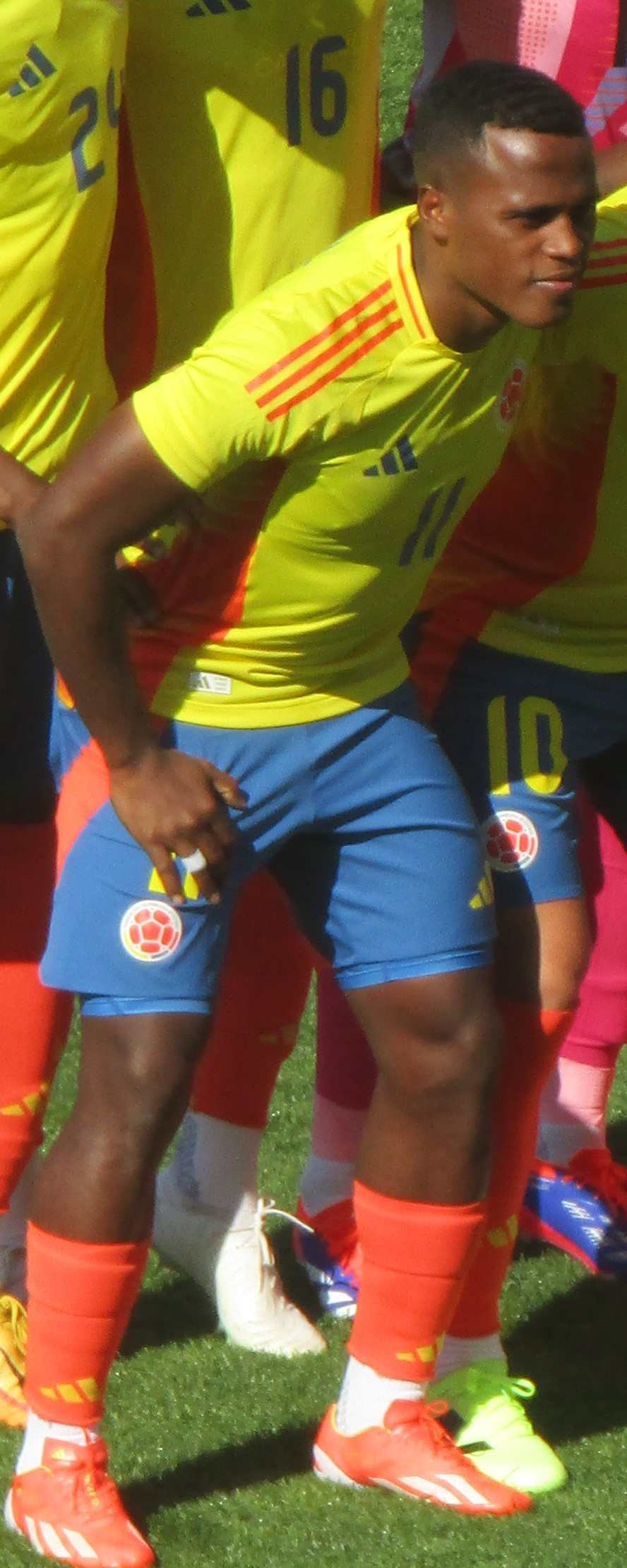
Jhon Arias, autor dos gols do Fluminense na decisão.

Na partida de volta, o Fluminense encontrou muitas dificuldades para alcançar seu objetivo, apesar de manter uma elevada porcentagem de posse de bola. No primeiro tempo, o Fluminense não conseguiu criar muitas situações de perigo para o time equatoriano, que buscava não apenas manter uma marcação mais intensa, mas também puxar o contra-ataque a partir dos erros do Flu. A primeira etapa da partida terminou empatada em 0 a 0, trazendo nervosismo e apreensão para a torcida tricolor.
O segundo tempo continuava parecido com a etapa inicial, com muitos erros por parte da equipe do Tricolor das Laranjeiras. Parecia que o roteiro de 2008 e 2009 iria se repetir. Até que, aos 30 minutos da etapa final, Samuel Xavier acertou um cruzamento para Jhon Arias, e o colombiano cabeceou com precisão para estufar a rede. O placar no Maracanã finalmente estava aberto e o Flu voltou de vez para o jogo com o objetivo de desempatar o placar agregado (que nesse momento registrava o empate em 1 a 1). A partir daí, o tricolor se lançou ainda mais para o ataque, sendo mais incisivo nas construções de jogadas. Aos 44 minutos, Renato Augusto recebeu a bola dentro da área da LDU, foi tocado por baixo pelo volante equatoriano Jefferson Valverde e o árbitro argentino Facundo Tello apitou e apontou para a marca da cal. Pênalti para o Fluminense no fim do jogo. Imediatamente, o experiente Marcelo pegou a bola e blefou para os equatorianos, que ao imaginarem que o lateral seria o responsável por bater o pênalti, passaram a pressioná-lo. Depois que Facundo Tello pediu para que os jogadores da LDU saíssem de dentro da grande área e para que o goleiro Alexander Domínguez se posicionasse no gol, Marcelo entregou a bola para Jhon Arias cobrar o pênalti sem ter sofrido pressão do time adversário. E deu certo. Arias, o herói da partida e do título, chutou forte no alto do canto direito do gol para que o Fluminense pudesse dar o troco na Liga Deportiva Universitária. Com os gols do colombiano, o Fluminense sagrou-se campeão da Recopa Sul-Americana pela primeira vez na história, exorcizando um fantasma de um passado recente.
| 29 de fevereiro | Fluminense                | 2 – 0 | LDU Quito | Estádio do Maracanã, Rio de Janeiro                                             |
| 21:30           | Jhon Arias 76', 89' (pen) |       |           | Público: 61 217 (56 050 pags) Renda: R$ 5.897.327,50 Árbitro: ARG Facundo Tello |

| 0 | Fluminense | LDU Quito | 0 |

| G              | 1  | Fábio          |       |     |
| LD             | 2  | Samuel Xavier  |       | 85' |
| Z              | 29 | Thiago Santos  | 78'   |     |
| Z              | 30 | Felipe Melo    |       | 46' |
| LE             | 6  | Diogo Barbosa  | 90+2' | 67' |
| V              | 7  | André          |       |     |
| V              | 8  | Martinelli     |       |     |
| M              | 10 | P. H. Ganso    |       | 67' |
| M              | 21 | Jhon Arias     |       |     |
| A              | 11 | Keno           |       | 67' |
| A              | 14 | Germán Cano    | 90+4' |     |
| Reservas:      |    |                |       |     |
| G              | 27 | Felipe Alves   |       |     |
| LD             | 23 | Guga           |       | 85' |
| Z              | 4  | Marlon         |       |     |
| Z              | 25 | Antônio Carlos |       |     |
| LE             | 12 | Marcelo        |       | 67' |
| V              | 5  | Alexsander     |       |     |
| M              | 20 | Renato Augusto |       | 67' |
| M              | 45 | Lima           |       |     |
| M              | 80 | David Terans   |       |     |
| A              | 9  | John Kennedy   | 79'   | 46' |
| A              | 18 | Lelê           |       |     |
| A              | 90 | Douglas Costa  |       | 67' |
| Técnico:       |    |                |       |     |
| Fernando Diniz |    |                |       |     |

| G                | 22               | Alexander Domínguez |       |       |
| LD               | 14               | José Quintero       | 67'   |       |
| Z                | 4                | Ricardo Adé         |       |       |
| Z                | 3                | Richard Mina        |       |       |
| LE               | 33               | Leonel Quiñónez     |       |       |
| V                | 5                | Óscar Zambrano      |       | 90+1' |
| V                | 18               | Lucas Piovi         |       |       |
| V                | 25               | Jefferson Valverde  |       | 90+1' |
| M                | 21               | Sebastián González  |       | 82'   |
| A                | 8                | Luis Estupiñán      |       | 71'   |
| A                | 7                | Jan Hurtado         |       | 71'   |
| Reservas:        |                  |                     |       |       |
| G                | 1                | Gonzalo Valle       |       |       |
| LD               | 13               | Daykol Romero       |       |       |
| Z                | 24               | Andrés Zanini       |       |       |
| LE               | 29               | Bryan Ramírez       |       |       |
| M                | 15               | Gabriel Villamíl    |       | 90+1' |
| M                | 26               | Jhojan Julio        | 78'   | 71'   |
| A                | 9                | Lisandro Alzugaray  |       | 82'   |
| A                | 10               | Alexander Alvarado  |       |       |
| A                | 11               | Michael Estrada     |       | 90+1' |
| A                | 16               | Miguel Parrales     |       |       |
| A                | 19               | Alex Arce           |       | 71'   |
| A                | 35               | Jairón Charcopa     |       |       |
| Técnico:         |                  |                     |       |       |
| Adrián Gabbarini | Adrián Gabbarini | Adrián Gabbarini    | 90+2' |       |

## Premiação
| Recopa Sul-Americana de 2024    |
| Brasil                          |
| ------------------------------- |
| FLUMINENSE Campeão (1.º título) |

## Polêmicas
Ao contrariar a indicação do VAR e manter sua decisão em não marcar pênalti claro (segundo diversos comentaristas esportivos e ex-árbitros) para o Fluminense, o árbitro colombiano Andrés Rojas provocou manifestações do Mário Bittencourt (presidente do Fluminense), do técnico Fernando Diniz, do zagueiro Felipe Melo e de outros atletas do Fluminense, tais como o zagueiro Marlon, que criticaram fortemente as ações de Rojas durante a partida de ida da final.
Chegando no Rio de Janeiro, a delegação da LDU tinha estampada em sua roupa de viagem a seguinte frase: Una vez más a Rio. Tal frase faz uma clara referências às finais da Copa Libertadores de 2008 e da Copa Sul-Americana de 2009, nas quais a LDU foi coroada como campeã após vencer o Fluminense.
Já na Cidade Maravilhosa, a LDU proibiu a presença de jornalistas brasileiros em uma entrevista coletiva, que ocorreu no dia 27 de fevereiro (2 dias antes da decisão no Maracanã). Apenas jornalistas equatorianos puderam ter acesso à tal entrevista. Vale lembrar que após o jogo de ida, em Quito, não foram impostas restrições aos jornalistas presentes, ou seja, a entrevista coletiva do técnico Fernando Diniz contou com a participação de jornalistas de diferentes nacionalidades.
No dia da decisão no Maracanã, um avião sobrevoou a Praia de Copacabana exibindo a faixa com os dizeres: ''Voltei, meu filho'', em mais uma ação provocativa por parte dos equatorianos.
Com o título da Recopa Sul-Americana conquistado pelo Flu, o Tricolor das Laranjeiras devolveu a provocação dos equatorianos e comercializou vestimentas com a frase Una vez más en Rio para continuar a celebração do título inédito.